# 大戸荘
大戸荘（おおどのしょう）は下総国香取郡、現在の千葉県香取市佐原大戸地区にあった中世の荘園。大戸庄などとも書く。

## 概要
荘域は現在の香取市大戸・牧野・岩ヶ崎台・森戸・山之辺・大崎・与倉・観音などの地域にわたった。荘内には香取神宮第1の摂社といわれた大戸神社が鎮座する（現在は独立）。大戸は「大津」の転呼であり、古くは舟船の湊の地ともいわれる。史料上の初見は応保2年（1162年）の関白家政所下文の「大祢宜真房知行下総国大戸荘」という記載で、摂関家領であったことがわかり、『吾妻鏡』文治2年（1186年）3月12日条にも「殿下御領」（殿下とは摂政、関白のこと）と記載されている。また、寛元元年（1243年）11月11日の「香取社造宮所役注文」（『香取神宮古文書』）に「あさめ殿社一宇 大戸庄国分小次郎跡 神崎庄千葉七郎跡」とあり、神崎荘と共に香取社境内にあったあさめ殿造営役が課せられており、大戸庄分を国分氏が請負っていたことが知られる。国分氏は千葉常胤の第5子胤通が葛飾郡国分郷を名字の地として称したことに始まるが、後に香取郡の大戸・矢作をも領して、胤通の子国分常義が「大戸矢作惣領」を称している。以後国分氏は大戸荘を拠点にその勢力を拡張し、戦国時代の天文2年（1533年）にも、国分邦胤による大戸神社に対する騎馬料・甲冑修繕についての文書がみられる。国分氏は天正14年（1586年）に里見氏の攻撃の前に敗れ、大戸荘には同18年（1590年）に小田原征伐に赴いた豊臣秀吉配下の浅野弾正らによる大戸荘六ヶ村禁制が下されて新領主の徳川家康に引き渡され、江戸時代を迎えることになった。

## 参考書籍
- 佐原市役所編纂『佐原市史』1966年
- 千葉県史編纂審議会『千葉県史料 中世篇 香取文書』1957年